# Клаудина
Клаудина (Cloudina) е род животни от семейство Cloudinidae. Техни вкаменелости биват датирани от края на геоложкия период едиакарий преди 550 милиона години до около 539 милиона години – по време на Фортуний, който е първият етаж на камбрий. Те са едни от първите организми които притежават минерализиран екзоскелет, който е сегментиран на малки тубички, съставени от няколко слоя. Често слоевете на черупките са доломитизирани, водейки учените на мисъл, че те са били първоначално съставени от магнезиев калцит. Те също показват пластична деформация, вероятно причинена от органична материя, импрегнирана от твърд калциев карбонат. Тубичките са наредени една върху друга.
Фактът, че клаудина притежава минерализирана черупка, и че в някои вкаменелости тези черупки са надупчени, води учените на мисъл, че точно по това време се появяват първите хищници.

## Разпространение
Вкаменелости на Клаудина биват намирани в щата Невада в САЩ, Намибия, Бразилия, Испания, Китай и Оман, както и фосили принадлежащи на рода от северозападно Мексико и Невада по време на камбрий.

## Характеристики
Клаудина притежава екзоскелет, съставен от тубички, които са изградени от слоеве, често смятани първоначално да са били съставени от магнезиев калцит. Апикалният връх на всяка една тубичка се намира отдолу и е напълно затворен, а апертурният край се намира отгоре – тубичките са разположени една върху друга, като апикалният връх на едната се намира вътре в апертурният край на долната. Оформянето на новите слоеве на дадена тубичка става в старите слоеве, като накрая само част от новия слой е свързан със стария. Всеки слой е дебел от 8 до 50 микрометра.
Представителите на рода са притежавали и меко тяло между тубичките. Освен това, някои вкаменелости на Клаудина притежават структури, които биват интерпретирани като останки на храносмилателната система, която е била с един вход и изход – подобно на храносмилателната система на мешестите, които притежават само един отвор за хранене и изхвърляне на отпадъци.
Видът Cl. riemkeae достига от 0.3 до 1.3 милиметра на широчина и от 1.5 до 12 милиметра дължина, а тубичките на вида Cl. hartmannae достигат от 2.5 до 6.5 милиметра на широчина и от 8 до 150 милиметра дължина.

## Екология
Представителите на рода Клаудина са неподвижни животни, които се хранят чрез филтриране на вещества от водата (на английски: filter feeding). Към края на едиакарий, тези животни започват да живеят в големи групи, наподобяващи рифове. Вкаменелости сочат, че те са се закачали едно върху дргуго използвайки калциев карбонат, по подобен начин на съвременните корали. Микроорганизми и техните отпадъчни вещества са в основата на тези рифове. Клаудина живее в плитките части на моретата и океаните.
Видовете от рода се размножават чрез пъпкуване, което според някои е доказателство, че клаудина е от тип мешести.
Дупки, пробити в черупки на представители на рода сочат, че точно по това време се появяват първите хищници на Земята.

## Видове
Известни видове, принадлежащи на рода Клаудина са Cl. hartmannae, Cl. riemkeae, Cl. sinensis, Cl. lijiagouensis, Cl. lucianoi, Cl. xuanjiangpingensis и Cl. ningqiangensis.